# Michaił Stiepanow
Michaił Archipowicz Stiepanow (ros. Михаил Архипович Степанов, ur. 1900 we wsi Jazykowka w guberni saratowskiej, zm. 17 października 1940 w łagrze w Komijskiej ASRR) – funkcjonariusz radzieckich organów bezpieczeństwa, starszy major bezpieczeństwa państwowego.

## Życiorys
Rosjanin, w 1911 skończył szkołę w Saratowie, a 1918 wieczorowe kursy buchalterskie w Saratowie, od lipca do listopada 1917 służył w rosyjskiej armii. Od listopada 1917 do sierpnia 1920 w Czerwonej Gwardii/Armii Czerwonej, od stycznia 1920 członek RKP(b), od sierpnia 1920 w wojskach Czeki/GPU, żołnierz Wydziału Specjalnego Czeki/GPU 18 Dywizji Kawalerii. Od września 1922 do lipca 1923 zastępca pełnomocnika Wydziału Zagranicznego i pełnomocnik Wydziału Specjalnego Czeki przy Radzie Komisarzy Ludowych Zakaukaskiej FSRR, od lipca 1923 do stycznia 1924 pełnomocnik Grupy Czeki przy Radzie Komisarzy Ludowych Gruzji, od stycznia do lipca 1924 szef Wydziału Kontrwywiadowczego Czeki przy Radzie Komisarzy Ludowych Gruzji, od lipca do października 1924 pomocnik szefa Wydziału Specjalnego GPU przy Radzie Komisarzy Ludowych ZFSRR, od października 1924 do sierpnia 1925 szef Tajnej Sekcji Operacyjnej Czeki przy Radzie Komisarzy Ludowych Adżaristanu, od 23 stycznia 1925 tymczasowy p.o. przewodniczącego, a od 1 sierpnia 1925 do 7 września 1926 przewodniczący Czeki przy Radzie Komisarzy Ludowych Adżaristanu. Od 1926 do stycznia 1927 funkcjonariusz Czeki przy Radzie Komisarzy Ludowych Azerbejdżańskiej SRR, od stycznia do grudnia 1927 prokurator OGPU w Batumi, od stycznia 1928 do czerwca 1929 szef Oddziału III Wydziału Specjalnego Pełnomocnego Przedstawicielstwa OGPU Leningradzkiego Okręgu Wojskowego. Od 1 czerwca 1929 do 14 marca 1931 szef Wydziału Tajnego Pełnomocnego Przedstawicielstwa OGPU Leningradzkiego Okręgu Wojskowego, od stycznia 1931 do kwietnia 1932 pomocnik, a od kwietnia 1932 do stycznia 1933 zastępca szefa Wydziału Tajno-Politycznego Pełnomocnego Przedstawicielstwa OGPU Leningradzkiego Okręgu Wojskowego. Od 19 stycznia do 28 września 1933 szef Sektora Operacyjnego GPU w Czelabińsku, od 29 września 1933 do 25 stycznia 1934 szef Wydziału Tajno-Politycznego Pełnomocnego Przedstawicielstwa OGPU nas Uralu, od 25 stycznia do 23 marca 1934 szef Wydziału Tajno-Politycznego Pełnomocnego Przedstawicielstwa OGPU obwodu swierdłowskiego, od 23 marca do 10 lipca 1934 przewodniczący GPU przy Radzie Komisarzy Ludowych Abchaskiej ASRR. Od marca do listopada 1934 szef 36 Oddziału Pogranicznego GPU/NKWD, od 15 lipca do 11 listopada 1934 szef Zarządu NKWD Abchaskiej ASRR, od 11 listopada 1934 do 14 stycznia 1936 zastępca szefa Zarządu NKWD Rady Komisarzy Ludowych Gruzji, od 29 listopada 1935 starszy major bezpieczeństwa państwowego. Od 14 stycznia 1936 do 1 stycznia 1937 zastępca ludowego komisarza spraw wewnętrznych Zakaukaskiej FSRR, od 1 stycznia do 20 lipca 1937 zastępca ludowego komisarza spraw wewnętrznych Gruzińskiej SRR, od 20 lipca 1937 do 31 stycznia 1938 zastępca ludowego komisarza spraw wewnętrznych Ukraińskiej SRR. Jeden z organizatorów wielkiego terroru w ZSRR, w tym tzw. operacji polskiej NKWD. 31 stycznia 1938 aresztowany, 9 czerwca 1940 skazany na 12 lat więzienia, wkrótce potem zmarł w łagrze.

## Odznaczenia
- Order Lenina (22 lipca 1937)
- Odznaka "Honorowy Funkcjonariusz Czeki/GPU (V)" (1923)
- Odznaka "Honorowy Funkcjonariusz Czeki/GPU (XV)" (20 grudnia 1932)